# 庫尤薩
庫尤薩（阿拉伯语：‎，Kuyūthā）是阿拉伯神話中背負世界的巨牛。
庫尤薩是神創造的巨牛，站立於巴哈姆特之上，有四萬角、足、眼、耳、鼻、舌（根據不同版本數量各異），身上背負的紅寶石山脈是世界基座，其呼吸造成海洋的潮汐。
庫尤薩常見的譯名「Kujata（庫雅塔）」來自西班牙翻譯19世紀英國學者Edward Lane翻譯的版本「Kuyootà」。

## 參照
1. ↑  .   [2021-02-11]. （原始内容存档于2022-04-14）.
2. ↑  Kujata[]